# 장당중학교
장당중학교(獐堂中學校)는 대한민국 경기도 평택시 장당동에 있는 공립 중학교이다.

## 학교 연혁
- 2004년 12월 3일 : 장당중학교 설립 인가
- 2005년 3월 1일 : 초대 김성환 교장 취임
- 2005년 3월 2일 : 제1회 입학식(7학급 297명)
- 2008년 2월 13일 : 제1회 졸업식(8학급 292명)
- 2023년 3월 1일 : 제8대 류현철 교장 취임
- 2024년 1월 5일 : 제17회 182명 졸업(누계 3,549명)
- 2024년 3월 4일 : 제20회 입학생 입학(6학급 156명)

## 참고 자료
- 장당중학교 - 한국교육학술정보원 학교알리미